# Зуигерфобија
Зуигерфобија је страх од усисивача. Иако се ова фобија најчешће појављује код беба и малих паса, постоје извештаји да се појављивала и код одраслих особа. За ове особе, опасност да ће бити усисани у усисивач је стварна и непрекидна. Тај призор, у комбинацији са гласним звуком већине потрошачких усисивача, ствара интензивне осећаје страха и анксиозност у близини овог уређаја.
Овај страх се углавном појављује због гласних звукова, али неки људи имају страх и од самог уређаја. Физичке и менталне болести са симптомима сличним симптомима ове фобије укључују:
- Хиперакуза - абнормално ниска толеранција на звукове животне средине. То је ретко стање, али је симптом аутизма и церебралне парализе;
- Фонофобија и мисофонија - страх и мржња према звуковима, често посебним звуковима који су повезани са негативним емоцијама;
- Губитак слуха - звукови се чине гласнијим него што заиста јесу.[4]